# Phacelia orogenes
Phacelia orogenes är en strävbladig växtart som beskrevs av August Brand. Phacelia orogenes ingår i Faceliasläktet som ingår i familjen strävbladiga växter. Inga underarter finns listade i Catalogue of Life.